# Avab
Avab (nep. अवब) – gaun wikas samiti w środkowej części Nepalu w strefie Narajani w dystrykcie Bara. Według nepalskiego spisu powszechnego z 2001 roku liczył on 800 gospodarstw domowych i 4865 mieszkańców (2451 kobiet i 2414 mężczyzn).